# Cilix glaucata
Petite Épine
Espèce
Cilix glaucata, la Petite Épine, est une espèce de Lépidoptères de la famille des Drepanidae et du genre Cilix. Répandu dans toute l'Europe, c'est un papillon nocturne dont la chenille parasite des arbustes de la famille des Rosaceae.

## Description

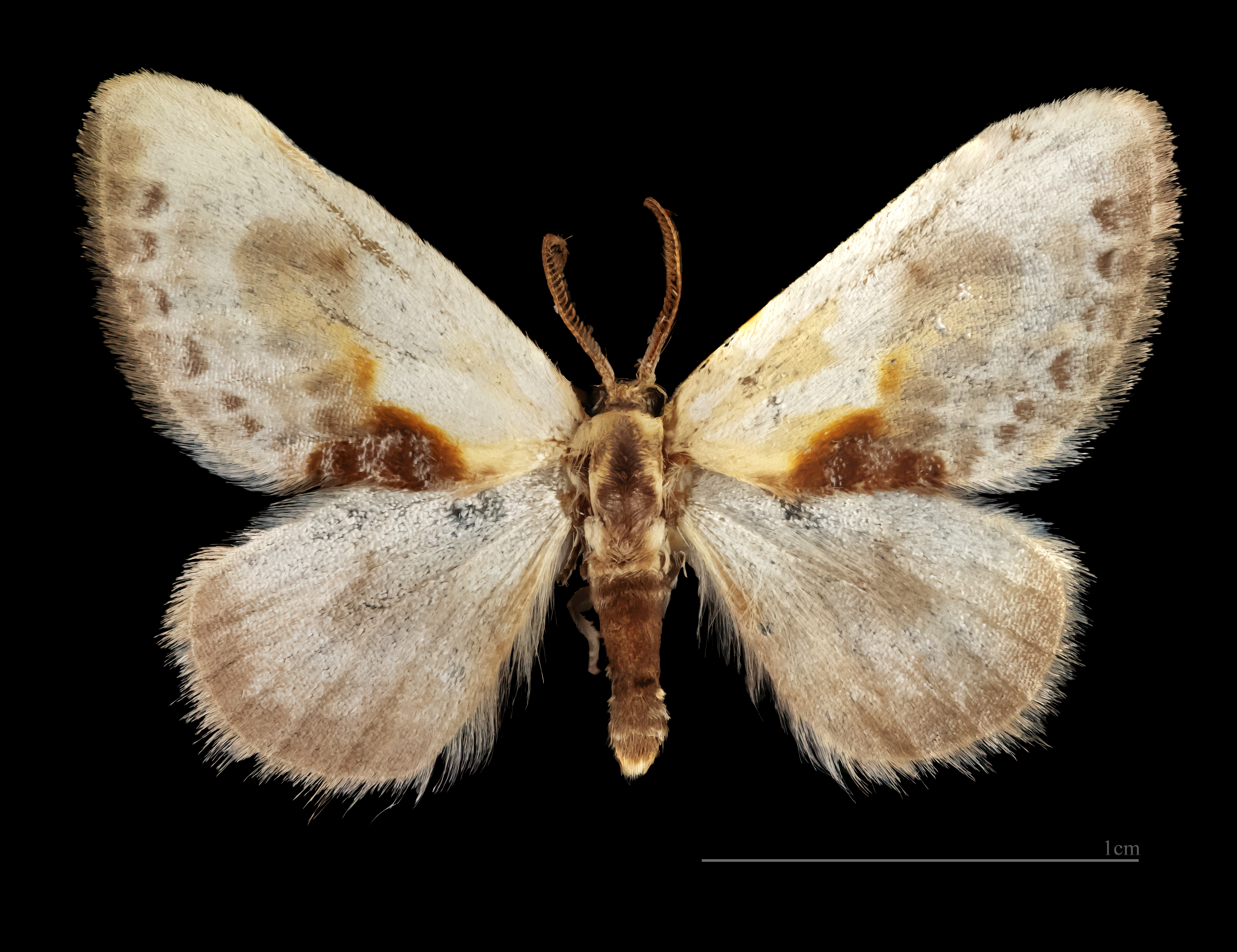
♂ MHNT
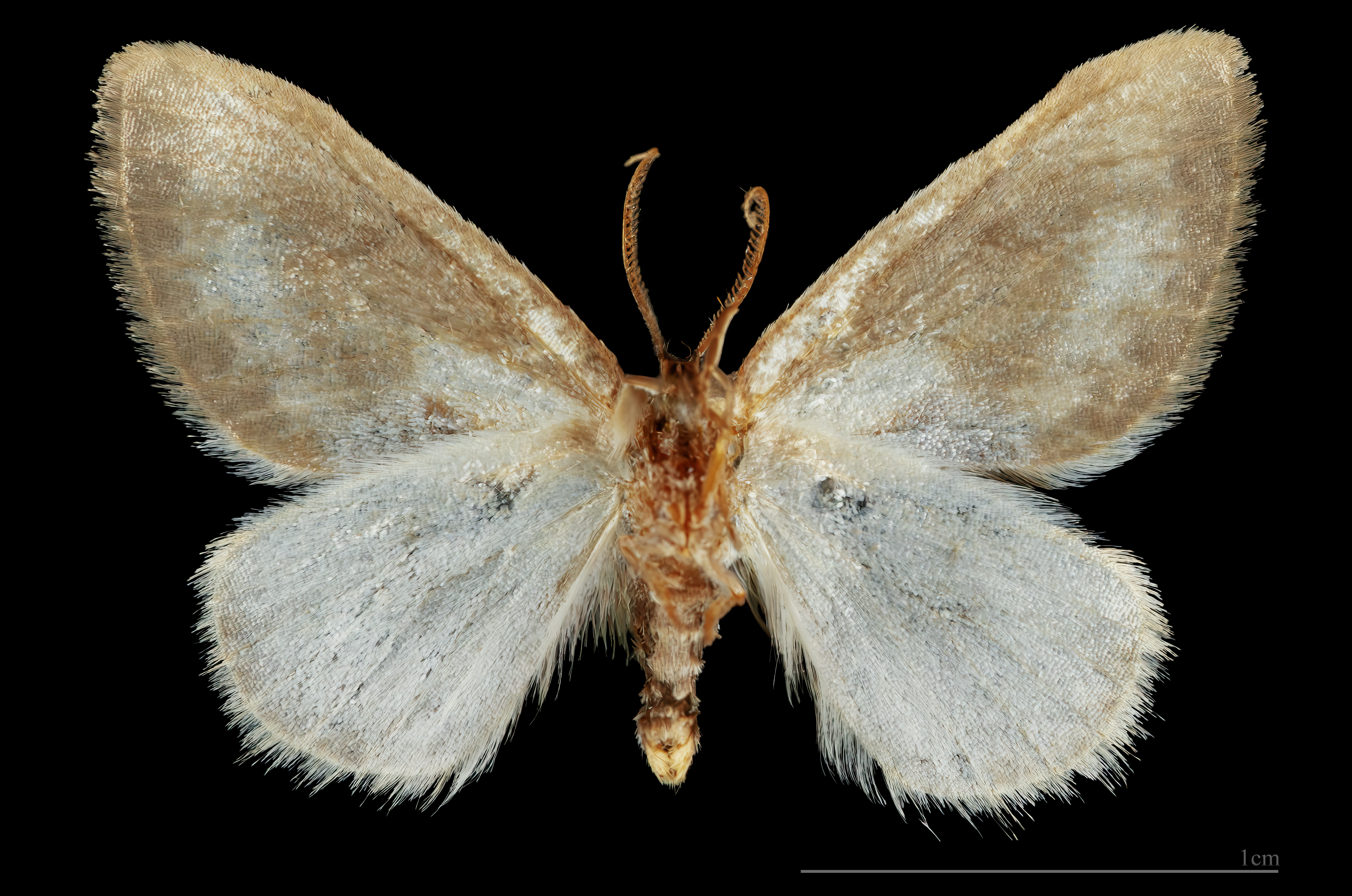
△ ♂
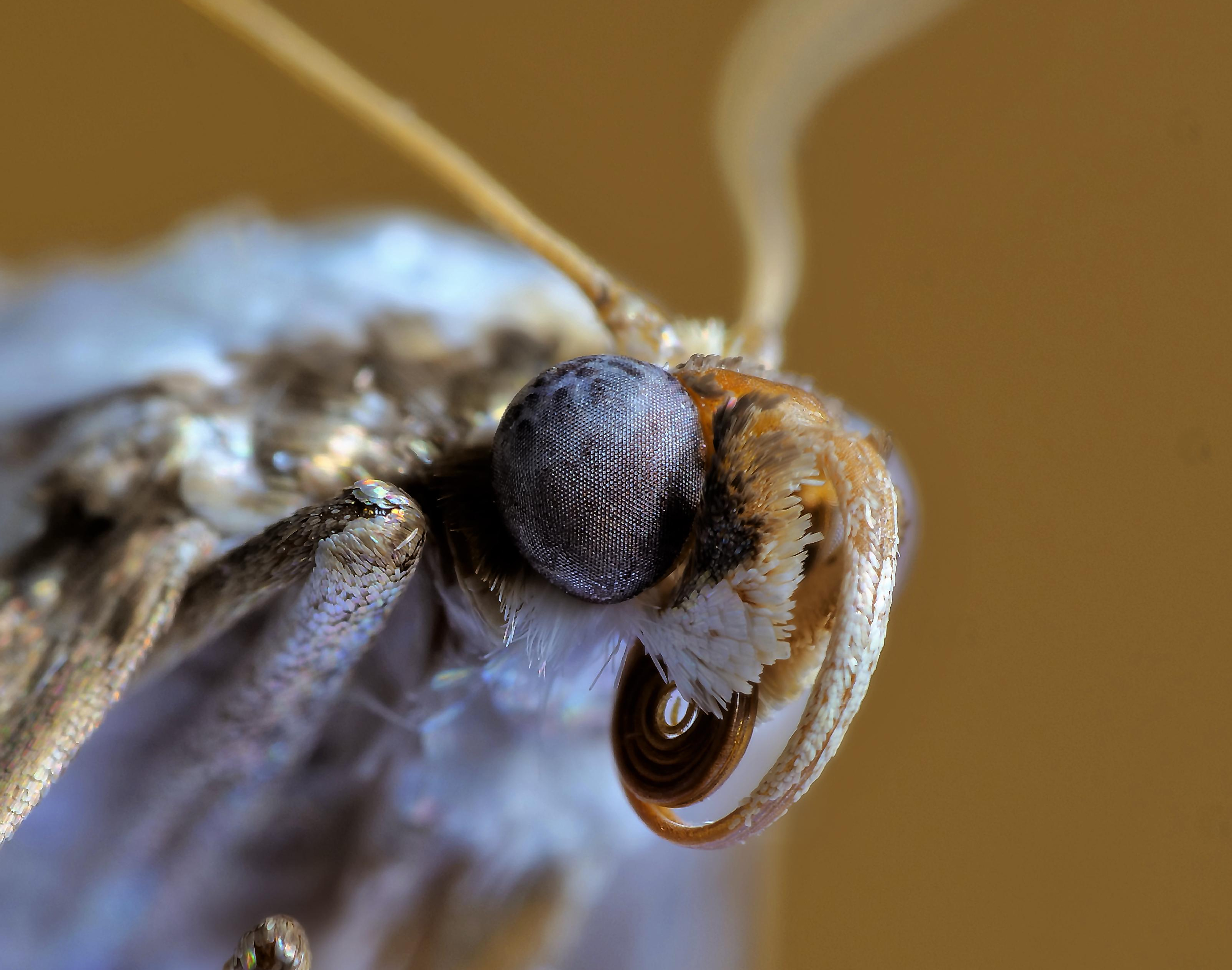
Détail de la tête.
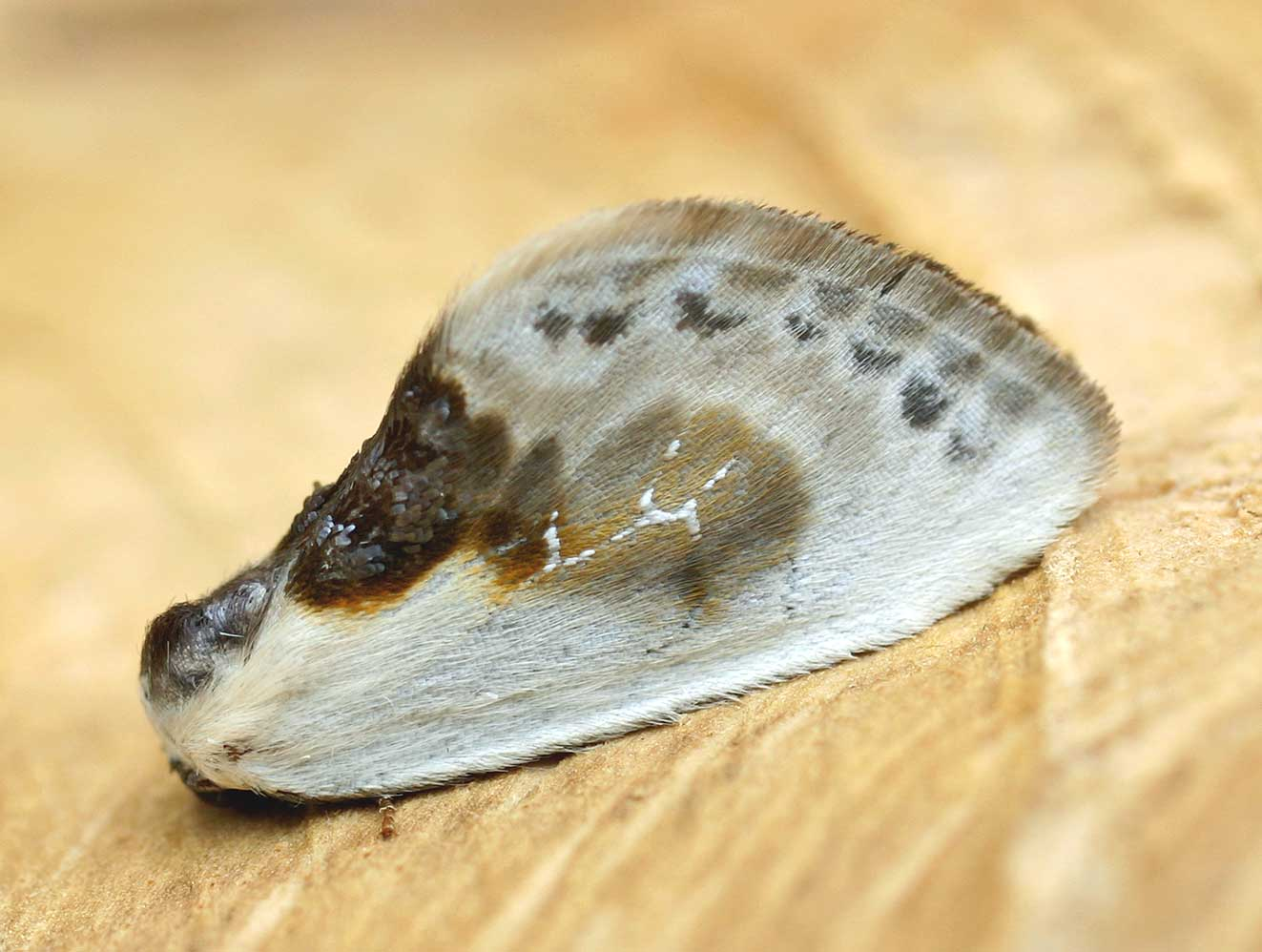
Forme au repos.

## Biologie
La chenille, en liberté sur les feuilles, se développe sur Crataegus monogyna, Malus domestica, Malus sylvestris, Prunus domestica, Prunus spinosa, Rubus ulmifolius, Pyrus communis et Sorbus aucuparia.
Au repos, l'adulte cache sous les ailes ses antennes, son corps et ses pattes, ressemblant alors à une fiente. Son camouflage est suffisamment efficace pour que ce papillon subsiste près d’un piège lumineux bien après que les espèces plus voyantes ont été mangées par les oiseaux. La période de vol s'étend de mai à août en deux générations.

La confusion est possible avec Cilix hispanica dans le sud de l'Europe. L'examen des genitalia est recommandé, surtout sur les exemplaires à l'ombre médiane peu marquée.

## Habitat et répartition
L'espèce est répandue dans toute l'Europe. Elle fréquente les biotopes ouverts, variés, des steppes buissonnantes aux parcs et jardins, les haies, les jardins et autres taillis et bois clairs.

## Systématique
Le nom scientifique complet (avec auteur) de ce taxon est Cilix glaucata (Scopoli, 1763). L'espèce a été initialement classée dans le genre Phalaena sous le protonyme Phalaena glaucata, par l'entomologiste autrichien Giovanni Antonio Scopoli, en 1763.
Ce taxon porte en français le nom vernaculaire ou normalisé « Petite Épine »,,.
Cilix glaucata a pour synonymes :
- Attacus ruffa Linnaeus, 1767
- Bombyces spinula Schiffermüller, 1776
- Bombyx compressa Fabricius, 1777
- Bombyx spinula (Denis & Schiffermüller, 1775)
- Cilix aeruginata Turati, 1907
- Cilix albescens Lempke, 1960
- Cilix angelina Dannehl, 1925
- Cilix obsurata Lempke, 1938
- Cilix spinula (Denis & Schiffermüller, 1775)
- Phalaena glaucata Scopoli, 1763
- Phalaena spinula Denis & Schiffermüller, 1775
- Platypterix spinula (Denis & Schiffermüller, 1775)